# Carlos Llorens
Carlos Llorens Mestre (Alicante, 1 de setembro de 1969) é um ex-futebolista espanhol. Atuava como lateral-esquerdo, e seu ponto forte eram as cobranças de pênalti.

## Carreira
Llorens, conhecido como Charly ou Sandokán pelos torcedores, começou a atuar profissionalmente em 1991, pelo pequeno Tomelloso. Passou também por Cartagena, Elche, Levante, Lleida, Leganés, Rayo Vallecano, Atlético de Madri, Osasuna, Alavés e Poli Ejido, onde quase atingiu a marca de cem partidas.
Encerrou a carreira em 2009, de volta ao Rayo.